# Карамишево (Зміїногорський район)
Кара́мишево (рос. Карамышево) — село у складі Зміїногорського району Алтайського краю, Росія. Адміністративний центр Карамишевської сільської ради.

## Населення
Населення — 1184 особи (2010; 1289 у 2002).
Національний склад (станом на 2002 рік):
- росіяни — 97 %